# 入来院定馨
入来院 定馨（いりきいん さだきよ）は、江戸時代中期から後期にかけての薩摩藩士。薩摩入来領主、入来院氏25代当主。

## 生涯
宝暦9年（1759年）7月29日、島津氏の家臣・入来院定勝の長男として生まれる。明和6年（1769年）、父の隠居により家督相続し、入来領主となる。安永9年（1780年）、綾地頭職となる。天明4年（1784年）8月10日没。享年26。
弟・定凭は、定馨の逝去を江戸で知り、帰途の途中伏見で没した。家督は嫡男・定矩が相続した。
定馨の命で寺床湯の山で桜桃の栽培が始められた。